# Забереги
За́береги — полосы ледяного покрова, окаймляющие берега водотоков и водоёмов (озёр, водохранилищ, прудов и др.), при незамерзающей остальной части водного пространства.
Первичные забереги — забереги, образующиеся у берегов в начале замерзания. Остаточные забереги образуются весной при таянии льда. Наносные забереги возникают в результате примерзания льда и шуги во время ледохода.